# Cedillo (kommun)
Cedillo är en kommun i Spanien.   Den ligger i provinsen Provincia de Cáceres och regionen Extremadura, i den västra delen av landet, 300 km väster om huvudstaden Madrid. Antalet invånare är 497.